# Eccoptosage miniata
Eccoptosage miniata är en stekelart som först beskrevs av Tohru Uchida 1925.  Eccoptosage miniata ingår i släktet Eccoptosage och familjen brokparasitsteklar. Inga underarter finns listade i Catalogue of Life.